# John Deere
John Deere (ur. 7 lutego 1804, zm. 17 maja 1886) – amerykański kowal i przemysłowiec, założyciel Deere & Company – jednego z największych producentów maszyn (głównie rolniczych) na świecie. John był synem Williama Deere'a, urodzonym w Rutland, Vermont. Po zaginięciu ojca był wychowywany przez matkę w Middlebury, gdzie ukończył szkołę podstawową. Odbył 4-letnią praktykę kowalską i zaczął wykonywać zawód w 1825. W 1827 ożenił się z Demarius Lamb, mieli piątkę dzieci. Deere’owi nie powodziło się w biznesie, mając w perspektywie bankructwo sprzedał interes teściowi i przeniósł się do Illinois, osiedlił się w Grand Detour. Tam, ze względu na brak doświadczonych kowali w regionie, bez trudu znalazł możliwości do rozwoju swej działalności. Zaczął tworzyć konstrukcje dla rolnictwa. Zaprojektował i stworzył pierwszy stalowy pług w 1837. W 1843 zaczął współpracę z Leonardem Andrusem, w wyniku której rozwinął znacząco swoją działalność. W 1848 związał z Andrusem spółkę i przeniósł się do Moline, Illinois ze względu na lokalizację tego miasta nad rzeką Missisipi i rozwiniętą infrastrukturę transportową. Do 1855 fabryka Deere'a sprzedała ponad 10 tys. pługów. John Deere przykładał zawsze wielką wagę do najwyższej jakości swoich maszyn, powiedział kiedyś „I will never put my name on a product that does not have in it the best that is in me.” (Nigdy nie podpisałbym się własnym nazwiskiem pod produktem, który nie ma w sobie tego, co jest najlepsze we mnie). W 1868 uporządkował swoje interesy, tworząc Deere & Company i oddał bezpośrednie kierownictwo synowi Charlesowi.
W późniejszym życiu Deere angażował się politycznie i społecznie. Był prezydentem National Bank of Moline, dyrektorem Moline Free Public Library, przez dwa lata burmistrzem Moline. Był aktywnym członkiem First Congregational Church.
John Deere zmarł 17 maja 1886 roku w swoim domu. Deere & Co jest dalej prowadzony przez jego potomków i stało się jednym z największych producentów maszyn na świecie.